# 夜の領域 (漫画)
『夜の領域』（よるのりょういき）はチクマ秀版社で単行本が出版された山本直樹のホラー作品集成。

## 収録
- ×つのき駅
- 君といつまでも

1. 監禁男
2. 人喰い女
3. スナップ
4. 静美
5. 人喰い女の夢
6. おしまい

- 夏の思い出
- 眠り姫

1. その一
2. その二
3. その三

- 青空

## 単行本
全1巻 。
- 2006年9月25日発行 ISBN 4-80500-467-3